# دیه‌گو ال سیگالا
دیه‌گو رامون خیمِنِس سالاثار (اسپانیایی: Diego Ramón Jiménez Salazar‎؛ زادهٔ ۲۷ دسامبر ۱۹۶۸) ملقب به «اِل سیگالا» (به معنایِ شاه‌میگوی نروژی) یک خوانندهٔ مشهور فلامنکو اهل اسپانیا است.
او همچنین شهروندی جمهوری دومینیکن را نیز داراست.
از آلبوم‌های مشهور موسیقی او می‌توان به «لاگریماس نِگراس» (۲۰۰۳) اشاره کرد.